# 1. Division (Schach) 2002/03
Die Saison 2002/03 war die 41. Spielzeit der 1. Division, der damals höchsten Spielklasse der dänischen Mannschaftsmeisterschaft im Schach. 
Der Titelverteidiger Helsinge Skakklub und der Skolernes Skakklub lieferten sich ein Kopf-an-Kopf-Rennen um den Titel. Da beide Mannschaften am Ende die gleiche Anzahl an Brett- und Mannschaftspunkten erreichten, musste einen Stichkampf über die Titelvergabe entscheiden; diesen gewann Helsinge mit 5:3.
Aus der 2. Division waren der Århus Skakklub und der Skakklubben K41 aufgestiegen. Beide Aufsteiger erreichten den Klassenerhalt, während der Nordre Skakklub und der Skakklubben Sydkysten absteigen mussten. Zu den gemeldeten Mannschaftskadern siehe Mannschaftskader der 1. Division (Schach) 2002/03.

## Spieltermine
Die Wettkämpfe wurden ausgetragen am 3., 16. und 17. November 2002, 12. Januar 2003, 2. Februar 2003 sowie am 15. und 16. März 2003. Die zweite und dritte Runde wurden zentral in Århus ausgetragen, die beiden letzten Runden in Greve, die übrigen dezentral bei den beteiligten Vereinen.

## Abschlusstabelle
| Pl. | Verein                | Sp | G | U | V | Brett-P.  | MP   |
| --- | --------------------- | -- | - | - | - | --------- | ---- |
| 01. | Helsinge Skakklub (M) | 7  | 6 | 0 | 1 | 38,5:17,5 | 12:2 |
| 02. | Skolernes Skakklub    | 7  | 6 | 0 | 1 | 38,5:17,5 | 12:2 |
| 03. | Århus Skakklub (N)    | 7  | 3 | 2 | 2 | 27,5:28,5 | 8:6  |
| 04. | Brønshøj Skakforening | 7  | 2 | 2 | 3 | 26,5:29,5 | 6:8  |
| 05. | SK 1968 Århus         | 7  | 2 | 1 | 4 | 26,5:29,5 | 5:9  |
| 06. | Skakklubben K41 (N)   | 7  | 3 | 2 | 2 | 25,5:30,5 | 8:6  |
| 07. | Nordre Skakklub       | 7  | 0 | 2 | 5 | 22,0:34,0 | 2:12 |
| 08. | Skakklubben Sydkysten | 7  | 1 | 1 | 5 | 19,0:37,0 | 3:11 |

### Entscheidungen
|     | Dänischer Mannschaftsmeister: Helsinge Skakklub                      |
|     | Absteiger in die 2. Division: Nordre Skakklub, Skakklubben Sydkysten |
| (M) | Meister der letzten Saison                                           |
| (N) | Aufsteiger der letzten Saison                                        |

### Kreuztabelle
| Ergebnisse | Ergebnisse            | 01. | 02. | 03. | 04. | 05. | 06. | 07. | 08. |
| ---------- | --------------------- | --- | --- | --- | --- | --- | --- | --- | --- |
| 01.        | Helsinge Skakklub     |     | 4½  | 6   | 6   | 3½  | 7   | 6   | 5½  |
| 02.        | Skolernes Skakklub    | 3½  |     | 6   | 5   | 5   | 5½  | 5½  | 8   |
| 03.        | Århus Skakklub        | 2   | 2   |     | 4   | 4½  | 4   | 5   | 6   |
| 04.        | Brønshøj Skakforening | 2   | 3   | 4   |     | 5   | 3   | 4   | 5½  |
| 05.        | SK 1968 Århus         | 4½  | 3   | 3½  | 3   |     | 4   | 5   | 3½  |
| 06.        | Skakklubben K41       | 1   | 2½  | 4   | 5   | 4   |     | 4½  | 4½  |
| 07.        | Nordre Skakklub       | 2   | 2½  | 3   | 4   | 3   | 3½  |     | 4   |
| 08.        | Skakklubben Sydkysten | 2½  | 0   | 2   | 2½  | 4½  | 3½  | 4   |     |

## Die Meistermannschaft
| 1. | Helsinge Skakklub |
| Abgebildet sind sechs Schachfiguren. In Weiß: König, Läufer und Bauer. In Schwarz: Dame, Turm und Springer. | Peter Heine Nielsen, Lars Schandorff, Emanuel Berg, Jesper Hall, Steffen Pedersen, Klaus Berg, Tomas Hutters, Niels Jørgen Fries Nielsen, Simon Bekker-Jensen, David Bekker-Jensen, Jesper Mørch Lauridsen. |